# Évêque des Orcades

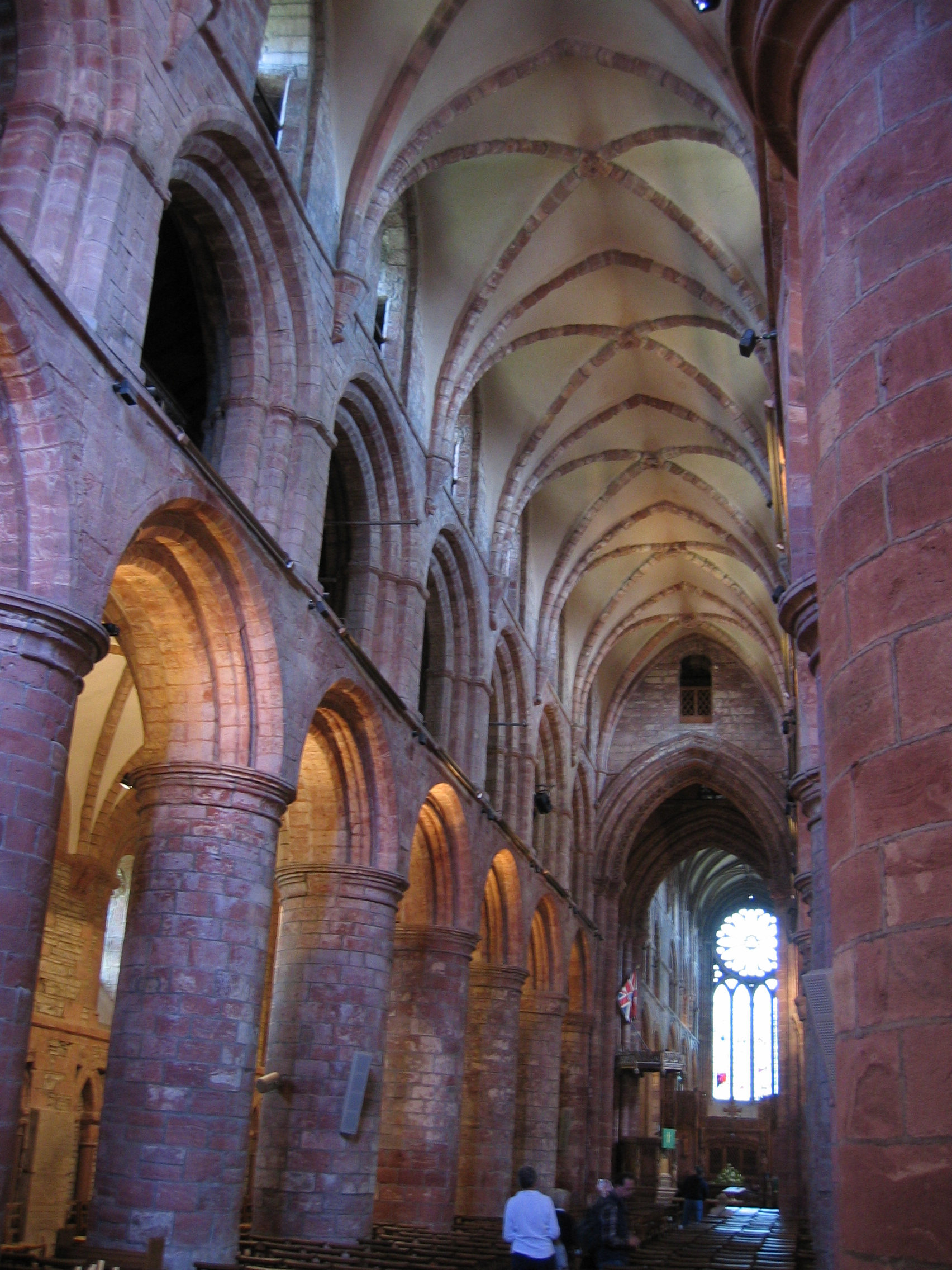
L'intérieur de la cathédrale Saint-Magnus, siège des évêques des Orcades.

L'évêque des Orcades est le chef ecclésiastique du diocèse des Orcades, un des treize évêchés de l'Écosse médiévale. Il intègre les Orcades ainsi que les Shetland. Il est basé durant presque toute son histoire à la cathédrale Saint-Magnus, à Kirkwall.
L'évêché, fondé vers 1050 pour Thorolf par le comte des Orcades Thorfinn Sigurdsson, dépend de l'archevêché d'York jusqu'à la création de l'archevêché de Trondheim en 1152. Bien que les Orcades ne sont pas politiquement intégrées à l'Écosse avant 1468, les rois écossais et la communauté politique fait pression pour contrôler les îles pendant des siècles. Le diocèse reste toutefois dépendant de Trondheim jusqu'à la création de l'archevêché de Saint Andrews en 1472, alors que l'évêché devient officiellement écossais. L'évêché cesse d'être lié à Rome à partir de la réforme écossaise. Il disparaît temporairement après la révolution de 1688, mais est rétabli en 1878 alors que l'église restaure le système des évêchés.

## Liste des évêques des Orcades

### Jusqu'à la Réforme
- fl. 1035 : Henri de Lund (en)
- fl. 1043 x 1072 : Thorolf
- fl. 1043 x 1072 : Jean (Ier) (en)
- fl. 1043 x 1072 : Adalbert (en)
- fl. 1073 : Radulf
- fl. 1100-1108 : Roger
- 1109 – (1114 x 1147) : Radulf Novell (en)
- vers 1112 – 1168 : Guillaume l'Ancien (en)
- 1168-1188 : Guillaume (II)
- 1188 – (1194 x 1223) : Bjarni Kolbeinsson Skald
- 1223 – (1224 x 1226) : Jofreyrr (Geoffrey)
- 1247-1269 : Hervi (Henri)
- 1270-1284 : Pierre
- 1286-1309 : Dolgfinnr
- 1309 – 1339/1340 : Guillaume (III)
- avant 1369 – 1382/1383 : Guillaume (IV)
- 1384-1394 : Jean (évêque de Rome)
- 1382/1384 – 1391 : Robert Sinclair (en) (évêque d'Avignon)
- 1394 : Henri (évêque de Rome)
- 1396 – (1397 x 1418) : John Pak (évêque de Rome)
- (1398 x 1407) – 1414 : Alexander Vaus (en) (évêque d'Avignon)
- 1415-1419 : William Stephani (en) (évêque d'Avignon)
- 1418-1461 : Thomas Tulloch (en) (évêque de Rome)
- 1461-1477 : William Tulloch (en)
- 1477 – 1503/1506 : Andrew Pictoris
- 1503/1506 – 1524/1525 : Edward Stewart
- 1523 – 1525/1526 : John Benston
- 1526 – 1540/1541 : Robert Maxwell
- 1541-1558 : Robert Reid (en)
- 1559-1560 : Adam Bothwell (en)

### Après la Réforme
- 1560-1593 : Adam Bothwell (en)
- 1605-1615 : James Law
- 1615-1638 : George Graham (en)
- 1638-1660 : épiscopat aboli
- 1661-1663 : Thomas Sydserf (en)
- 1664-1676 : Andrew Honeyman (en)
- 1677-1688 : Murdoch MacKenzie (en)
- 1688 : Andrew Bruce (en)